# Ilari Filppula
Ilari Antti Sakari Filppula (* 5. November 1981 in Vantaa) ist ein ehemaliger finnischer Eishockeyspieler, der unter anderem für JYP Jyväskylä, TPS Turku und Jokerit Helsinki in der höchsten finnischen Spielklasse aktiv war. Sein jüngerer Bruder Valtteri war ebenfalls Eishockeyspieler.

## Karriere
Ilari Filppula begann seine Karriere als Eishockeyspieler bei Kiekko-Vantaa, für das er von 2001 bis 2003 in der Mestis, der zweithöchsten Spielklasse Finnlands, aktiv war. Anschließend erhielt der Angreifer einen Vertrag bei JYP Jyväskylä aus der SM-liiga, für die er die folgenden beiden Jahre auf dem Eis stand. Nach einem einjährigen Gastspiel bei deren Ligarivalen Jokerit Helsinki kehrte er vor der Saison 2006/07 zu JYP zurück. Ab der Saison 2008/09 stand Filppula bei TPS Turku unter Vertrag. Am Ende der Spielzeit 2009/10 wurde Filppula mit TPS finnischer Meister, wobei er zu den Topscorern der Liga gehörte und mit der Jari-Kurri-Trophäe ausgezeichnet wurde.
Im Juni 2010 unterschrieb er einen Vertrag bei den Detroit Red Wings in der National Hockey League, wurde allerdings im September 2010 ins Farmteam zu den Grand Rapids Griffins in die American Hockey League geschickt. Obwohl er in der Saison 2010/11 punktbester Spieler der Griffins war und in 76 Spielen 64 Scorerpunkte erzielte, wurde Filppula im Kader der Red Wings nie eingesetzt. Im Mai 2011 entschied er sich Nordamerika zu verlassen und unterzeichnete einen Kontrakt für vier Jahre bei Jokerit. Dieser wurde 2013 aufgelöst und Filppula wechselte zum HK ZSKA Moskau in die Kontinentalen Hockey-Liga, für den 23 Scorerpunkte in 51 Saisonpartien erzielte.
Im April 2014 unterschrieb er einen Zweijahresvertrag beim HC Lugano, jedoch wechselte er bereits im Januar 2016 zum schwedischen Verein MODO Hockey. Dort beendete der Finne die Saison 2015/16 und schloss sich für die folgende Spielzeit dem Ligakonkurrenten Malmö Redhawks an. Seine aktive Karriere ließ er von 2017 bis 2020 bei TPS Turku ausklingen. Im Januar 2021 gab er schließlich auch offiziell sein Karriereende als aktiver Spieler bekannt.

## Erfolge und Auszeichnungen
- 2002 Rookie des Jahres in der Mestis
- 2010 Finnischer Meister mit TPS Turku
- 2010 Gewinn der Jari-Kurri-Trophäe
- 2011 Teilnahme am AHL All-Star Classic